# Жижево
Жѝжево (вариант на името Жѝжово, старо паралелно име Държилово, Держилово) е село в Югозападна България. То се намира в община Сатовча, област Благоевград.

## Население

### Етнически състав
Преброяване на населението през 2011 г.
Численост и дял на етническите групи според преброяването на населението през 2011 г.:
|                     | Численост |
| Общо                | 291       |
| Българи             | 175       |
| Турци               | -         |
| Цигани              | -         |
| Други               | -         |
| Не се самоопределят | 83        |
| Неотговорили        | 31        |

## География
Село Жижево се намира в планински район. То попада в историко-географската област Чеч. Най-високата точка в землището на селото е „Висока мъгилица“ (Висока могила), друг връх е Тумбата (1142 метра). От източната страна на селото тече река Доспат, а от западната Кочанската река, която в землището на селото вече се нарича Жижевска. Двете реки се сливат на границата между България и Гърция. На запад от Жижево се намира село Вълкосел, на север граничи с Кочан, на изток с Бръщен, а на юг с Манастирджик. Климатът в селото е преходно-средиземноморски.

### Флора
В землището на село Жижево се срещат естествени дъбови и брезови масиви, като брезовите гори днес са запазени само на някои места, поради изсичането им с цел засаждане на иглолистни гори. Преди около 50-100 години брезовата гора е била много обширна и е обхващала местностите „Усоя“, „Ливаде“, „Осича“, „Побен камък“, „Вриз“, „Горното гробе“, „Ленища“ и други местности от Жижовското землище. Освен бреза и дъб се срещат и габър, леска, бяла и черна елша, върба и други.

## История
Село Жижево има дълга история. Най-ранното известно селище в землището на Жижево е датирано към късната бронзова епоха.
В миналото Жижево е било богато и развито селище. До Първата световна война в селото е имало много магазини и пет кафенета. Според местната легенда, името на селото произлиза от местния диалектизъм „жиже“, означаващ „пече“ /в Мървашко се „жежат-жижат“ дървета в ями, за направата на въглища; вероятно затова огромните брезови масиви около селото са били почти напълно изсечени в миналото, а не защото са изкоренявани за да се сеят иглолистни дървета върху тях/. През Жижево минавал пазарският път за град Драма, а всеки петък в селото се провеждал пазар, на който се стичали хора от Неврокопско и Пещерско. Жижево е известно с доброто си грозде, а когато наставала беритбата, край селото се провеждал панаир. Но след клането от 1912 година и прокарването на границата, селото позападнало.
В османски документи селото се среща под името Жижива (на османски турски: شــيــش ﻭﻩ). В XIX век Жижево е мюсюлманско село в Неврокопска каза на Османската империя. В „Етнография на вилаетите Адрианопол, Монастир и Салоника“, издадена в Константинопол в 1878 година и отразяваща статистиката на населението от 1873 Държилово (Derjilovo) е посочено като село в Неврокопска каза с 60 домакинства и 140 жители помаци. Според Стефан Веркович към края на XIX век Вердженица (Держилово) има помашко мъжко население 210 души, което живее в 60 къщи. През 1899 година селото има население 500 жители според резултатите от преброяване населението на Османската империя. Съгласно статистиката на Васил Кънчов („Македония. Етнография и статистика“) към 1900 година Жижево (Жижово, Държилово) е помашко селище. В него има 60 къщи, в които живеят 503 помаци. През 1920 година село Жижево наброява 223 жители. Според данните от преброяванията през годините 1926, 1934, 1946 и 1956, населението на Жижево е било съответно 239, 234, 289 и 225 души, а през 1965 година в селото живеят 266 души.
До 1912 година село Жижево попада в Чечката нахия на Осмаската империя. След Балканската война попада в Неврокопската околия на Княжество България, като не е известно дали е спадало към някоя община. От данните от преброяването през 1920 година става ясно, че към тази дата Жижево влиза в състава на община Кочан. От преброяването през 1934 година става ясно, че по това време Жижево се числи вече към община Сатовча. Не е ясно кога Жижево е присъединено към община Слащен, но с указ 33 на Президиума на Народното събрание от 22 януари 1951 г. то се отделя от нея и се присъединява към възстановената през 1949 година община Кочан. През 1958 година Кочанска община е закрита с решение на Благоевградски окръжен народен съвет, с което село Жижево минава към община Сатовча. По силата на указ 959 на Президиума на Народното събрание от 23.12.1965 г. община Кочан е възстановена, като в състава ѝ влиза и Жижево. Кочанската община е закрита за пореден път с указ 2295 на Държавния съвет на НРБ от 22.12.1978 г., с което Жижево отново е присъединено към община Сатовча.
Преди Коледа през 1912 година четата на Хаджи Мървак пристига в Жижево, заедно с представители на БПЦ. Селото е покръстено, след което е поискан откуп в размер на 452 лири, в замяна на който жижевци можели да се върнат към исляма. Но в ръководството на БПЦ се разбрало за откупа, настанал скандал, а Хаджи Мървак се върнал, за да изколи всички мъже, с изключение на тези, на които им предстояла военна служба. Мъжете са били събрани в една къща, от пода на втория етаж, на която е била изкъртена една дъска, а до отвора поставен пън. На пъна са поставяни мъжете, удряни с нож по врата и спускани в отвора. След касапницата къщата е била залята с газ и запалена. Спасяват се само двама души – воденичарят, който бил на воденицата си по това време и един човек, който не бил ударен достатъчно силно по врата и само изпаднал в безсъзнание. Той също бил хвърлен в отвора от горния етаж на къщата, но успял да изпълзи през канала на септичната яма преди къщата да бъде запалена. Междувременно жените и децата били затворени в друга къща, където те „празнували“ Коледа. Ето как генерал Вълков описва събитията:
| „ | Покрай печални някои случаи и произшествия, в които сочат замесени високи църковни сановници, отбелязаха ни и следните установени факти: 1. Неврокопското село Джиджево (Жижево) било покръстено преди Коледа. След малко отишла там чета, придружавана от един свещеник и предложила на новите християни да си откупят старата вяра. Така и станало: четата получила 452 лири и си отишла и помаците добили позволение да се върнат в мусулманството. Малко след това избухва бунт последствие тая мерзка търговия и девет села биват опожарени и населението наказано. 2. Свещеник Димитър Костадинов из село Сатовча вземал по 15 лири за покръстване. Толкоз взел за погребението на новопокръстено дете, но не го опял, а той щял да му чете молитва в дома си, кога намерил време. | “ |

След началото на Междусъюзническа война ислямът в Жижево е възстановен. Правителството на Васил Радославов дава право на помаците да изповядват каквато религия искат. Кабинетът на Александър Стамболийски допълнително облекчава помаците, макар че можело да се направи още. До повторно насилствено покръстване не се стига, от каквото се опасявало населението, но то било крайно изплашено, притиснато от хайдутите, забравено от властта и потънало в мизерия. Хората вече не издържат и започват да мислят за бягство в Турция през Гърция. Охраната по границата е затегната.
Според Димитър Гаджанов в 1916 година в Кочан, Бръшлян и Жишево, Любча, Марулево, Усина и Црънча живеят 2416 помаци.
На 8 май 1934 година министъра на войната изпраща съобщение до Министерството на вътрешните работи:
| „ | На 11 май н.г. през нощта са избягали неизвестно где 6 помашки семейства (16 души) от с. Кочан и Жижево. Един от бегълците разправял, че през февруари т. г. в с. Копривлен е ходил един търговец грък от Драмско, дошъл в България с паспорт, който убеждавал помаците да се изселят, като казвал, че в Гърция и Турция било много добре и че избягалите помаци били подпомагани с пари, храна и земя. | “ |

За разлика от неопожарените села, населението на Жижево е намаляло, вместо да се увеличи в периода 1900 – 2007 година. Към 1900 година, то е наброявало 503 души, а към 2007 то е 367 души. За сравнение Кочан, в което няма клане, е имало население съответно 773 и 3072 души към същите години или близо 300% увеличение, докато Жижево намалява с приблизително 25%. В даден момент от историята Жижево е било едно от най-големите села в околието.

## Религии
Всичките жители изповядват исляма. В селото има малка, но уютна джамия, построена преди 1800 година и състояща се от минаре и помещение за молитва.

## Обществени институции
Кметството в село Жижево е основано през 1912 година в състава на бившата община Кочан. Оттогава в селото има местен кмет. Началното училище „Яне Сандански“ е основано през 1926 година.

## Културни и природни забележителности
В местността „Поглед“ има пещера, наречена „Меча дупка“. През 1995 година в местността „Тумбата“ е открита погребална ниша, издълбана в скала с размери 1,7 на 1,7 метра. В същата местност има римско селище и некропол. Край Жижево е открита и първата тракийска скална гробница в Западните Родопи.

## Редовни събития
- 22 март – Невруз
- 6 май – Хъдърлез, отговарящ на християнския Гергьовден.
- 24 май – Предой (празник на селото)
- Байрам

## Други

### Кухня
Селото е известно със зеленчукопроизводството и туршията, която се прави от жителите му. Типичните за Жижево местни ястия са фасул, картофи, леща, мляко, айрян. От миналото е останала традиция във всяка къща да се приготвя и изпича в тепсия баница от диворастящи тревни растения - конско ребро, божичка, червен мак, овчарска торбичка, щир, дивакул, коприва и други, приготвена с царевично брашно. Прави се и лангюр.